# Raúl Córdoba
Raúl Córdoba, teljes nevén Raúl Córdoba Alcalá (Guadalajara, 1924. március 13. – 2017. május 17.) mexikói válogatott labdarúgó, kapus.
Teljes pályafutását egy klubban, a San Sebastiánban töltötte, valamint részt vett az 1950-es világbajnokságon is.